# Asipulo
Asipulo ist eine philippinische Stadtgemeinde in der Provinz Ifugao. Sie hat 15.261 Einwohner (Zensus 1. August 2015).

## Baranggays
Asipulo ist politisch in neun Baranggays unterteilt.
- Amduntog
- Antipolo
- Camandag
- Cawayan
- Hallap
- Namal
- Nungawa
- Panubtuban
- Pula